# NGC 4208
NGC 4208 (również NGC 4212, PGC 39224 lub UGC 7275) – galaktyka spiralna (Sc), znajdująca się w gwiazdozbiorze Warkocza Bereniki.
Została odkryta 8 kwietnia 1784 roku przez Williama Herschela. Tej samej nocy obserwował ją po raz drugi, jednak pozycje obiektu zmierzone przez niego podczas tych obserwacji różniły się od siebie i dlatego skatalogował ją dwukrotnie jako dwa różne obiekty. John Dreyer skatalogował obie obserwacje Herschela jako NGC 4208 i NGC 4212, choć w swoim katalogu umieścił też uwagę, że może to być ten sam obiekt.